# جبه کوواتا
جُبـّه کوواتا (ایتالیایی: Giobbe Covatta؛ زادهٔ ۱۱ ژوئن ۱۹۵۶) کمدین و بازیگر اهل ایتالیا است.
از فیلم‌های او می‌توان به اتاق‌خواب‌ها، فقیر ولی ثروتمند و فقیر ولی خیلی ثروتمند اشاره کرد